# Trụ sở Liên Hợp Quốc tại Genève

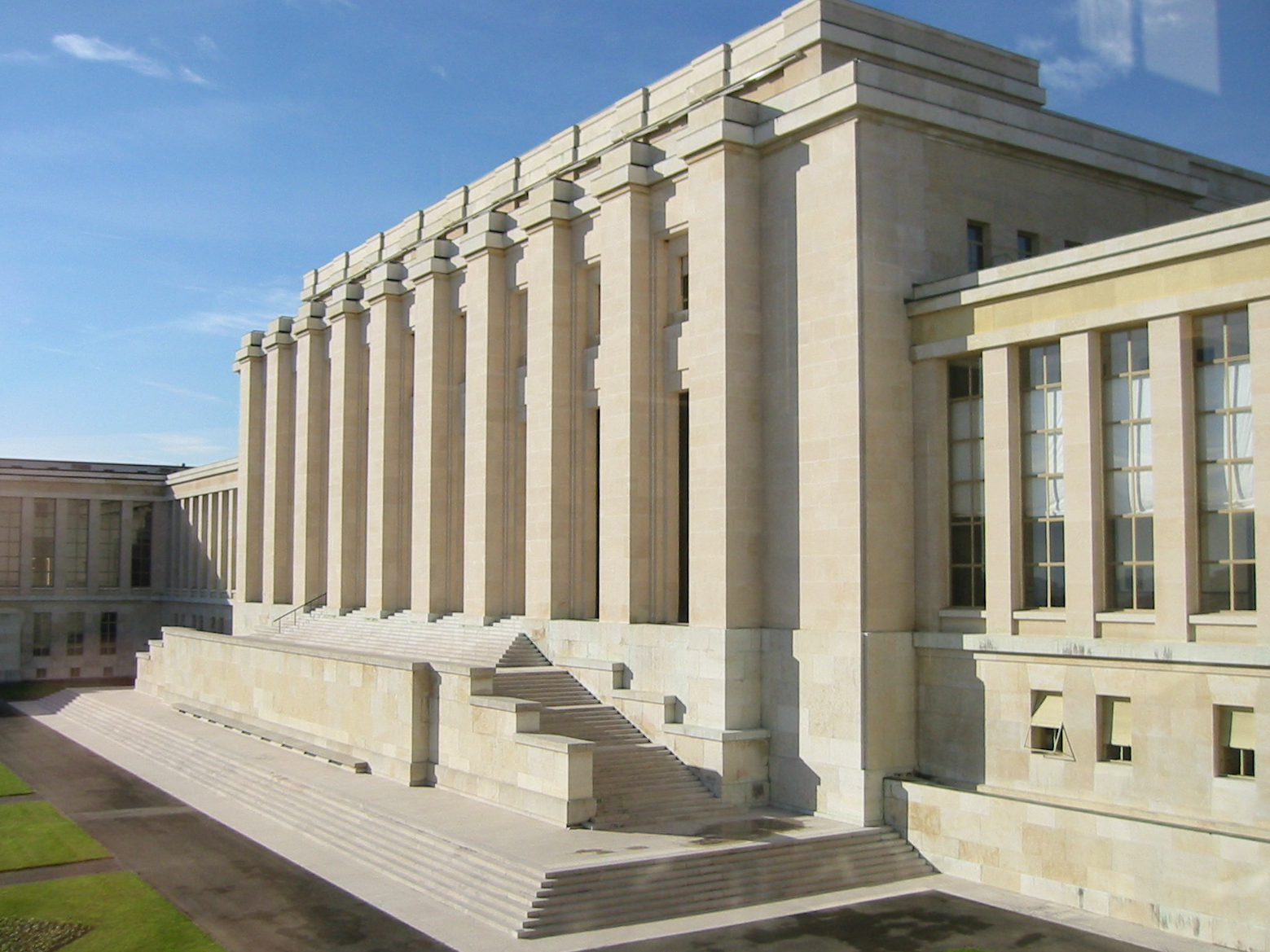
Cung vạn quốc, tòa chính của Văn phòng Geneva. Chỉ riêng năm 2012 đã có hơn 10.000 hội nghị quốc tế diễn ra ở đây..

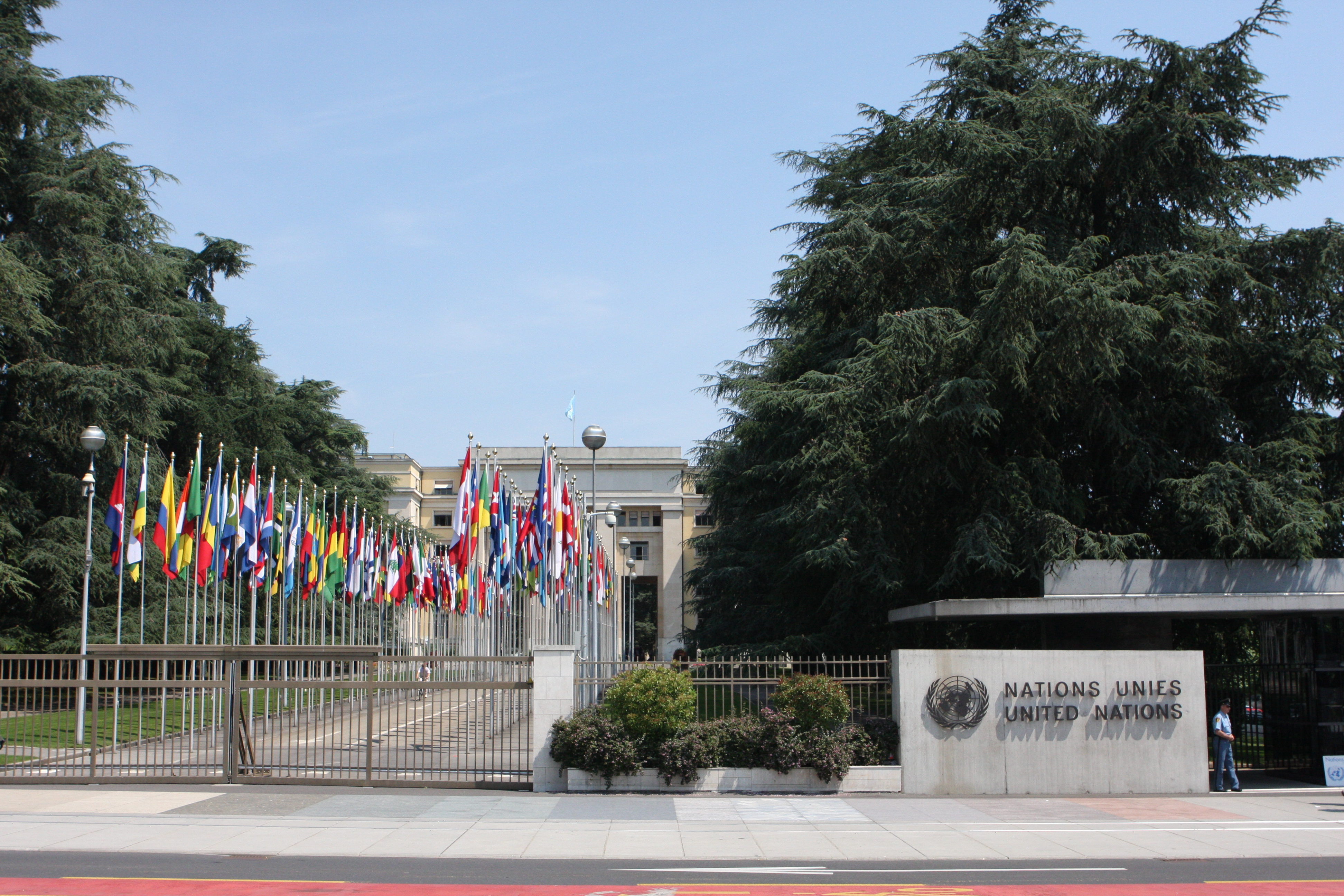
Allée des Nations (Đại lộ các quốc gia), cùng với dãy cờ của các thành viên.

Trụ sở Liên Hợp Quốc tại Genève là trụ sở lớn thứ hai trong bốn địa điểm trụ sở chính của Liên Hợp Quốc.
Trụ sở Genève đứng thứ hai sau trụ sở chính của Liên Hợp Quốc ở thành phố New York. Nó nằm trong Cung vạn quốc xây dựng cho Hội Quốc Liên từ năm 1929 và 1938 tại Genève, Thụy Sĩ, và được mở rộng vào đầu những năm 1950 và cuối những năm 1960.
Cùng với các cơ quan của Liên Hợp Quốc, Trụ sở cũng chứa các văn phòng cho một số chương trình và các quỹ như: Hội nghị Liên Hợp Quốc về Thương mại và Phát triển (UNCTAD), Văn phòng Điều phối các vấn đề nhân đạo Liên Hợp Quốc (OCHA) và Ủy ban Kinh tế Liên Hợp Quốc về châu Âu (UNECE).
Liên Hợp Quốc và các cơ quan chuyên môn, các chương trình và các quỹ cũng có thể có văn phòng hoặc cơ quan chức năng khác đặt bên ngoài Cung vạn quốc, thông thường tại vị trí được Chính phủ Thụy Sĩ cung cấp.
Cơ quan chuyên môn của Liên Hợp Quốc và các tổ chức có trụ sở tại Genève khác của Liên Hợp Quốc tổ chức cuộc họp giao ban hai tuần một lần tại Cung vạn quốc, ở Trung tâm Thông tin Liên Hợp Quốc tại Genève.

## Các cơ quan
| Viết tắt            | Tên cơ quan                                                                           | Tên giao dịch                                                                                   |
| ------------------- | ------------------------------------------------------------------------------------- | ----------------------------------------------------------------------------------------------- |
| Cơ quan đặt trụ sở  |                                                                                       |                                                                                                 |
| CD                  | Hội nghị giải trừ quân bị                                                             | Conference on Disarmament                                                                       |
| IBE-UNESCO          | Văn phòng Quốc tế Giáo dục                                                            | International Bureau of Education                                                               |
| ICC                 | Trung tâm Máy tính quốc tế                                                            | International Computing Centre                                                                  |
| ILO                 | Tổ chức Lao động Quốc tế                                                              | International Labour Organization                                                               |
| ITC                 | Trung tâm Thương mại Quốc tế                                                          | International Trade Centre                                                                      |
| ITU                 | Liên minh Viễn thông Quốc tế                                                          | International Telecommunication Union                                                           |
|                     | Đơn vị Kiểm tra phối hợp                                                              | Joint Inspection Unit                                                                           |
| UNAIDS              | Chương trình phối hợp Liên Hợp Quốc về HIV/AIDS                                       | Joint United Nations Programme on HIV/AIDS                                                      |
| OHCHR               | Văn phòng Cao ủy Nhân quyền Liên Hợp Quốc                                             | Office of the United Nations High Commissioner for Human Rights                                 |
| CEB                 | Ban Điều phối chính Liên Hợp Quốc                                                     | United Nations Chief Executives Board for Coordination                                          |
|                     | Ủy ban Bồi thường Liên Hợp Quốc                                                       | United Nations Compensation Commission                                                          |
| UNCTAD              | Hội nghị Liên Hợp Quốc về Thương mại và Phát triển                                    | United Nations Conference on Trade and Development                                              |
| UNECE               | Ủy ban Kinh tế Liên Hợp Quốc về châu Âu                                               | United Nations Economic Commission for Europe                                                   |
| UNHCR               | Cao ủy Liên Hợp Quốc về người tị nạn                                                  | United Nations High Commissioner for Refugees                                                   |
| UNHRC               | Hội đồng Nhân quyền Liên Hợp Quốc (xem thêm Ủy ban Liên Hợp Quốc về Nhân quyền UNCHR) | United Nations Human Rights Council (see also UNCHR, United Nations Commission on Human Rights) |
| UNIDIR              | Viện Nghiên cứu Giải trừ quân bị Liên Hợp Quốc                                        | United Nations Institute for Disarmament Research                                               |
| UNITAR              | Viện Nghiên cứu và Đào tạo Liên Hợp Quốc                                              | United Nations Institute for Training and Research                                              |
| UN-NGLS             | Dịch vụ Liên lạc phi chính phủ Liên Hợp Quốc                                          | United Nations Non-Governmental Liaison Service                                                 |
| OCHA                | Văn phòng Điều phối các vấn đề nhân đạo Liên Hợp Quốc                                 | United Nations Office for the Coordination of Humanitarian Affairs                              |
| UNOSDP              | Văn phòng Thể thao vì Phát triển và Hòa bình Liên Hợp Quốc                            | United Nations Office on Sport for Development and Peace                                        |
|                     | Viện Nghiên cứu Phát triển xã hội Liên Hợp Quốc                                       | United Nations Research Institute For Social Development                                        |
| WHO                 | Tổ chức Y tế Thế giới                                                                 | World Health Organization                                                                       |
| WIPO                | Tổ chức Sở hữu Trí tuệ Thế giới                                                       | World Intellectual Property Organization                                                        |
| WMO                 | Tổ chức Khí tượng Thế giới                                                            | World Meteorological Organization                                                               |
| Cơ quan có đại diện |                                                                                       |                                                                                                 |
| IAEA                | Cơ quan Năng lượng Nguyên tử Quốc tế (trụ sở chính ở Viên)                            | International Atomic Energy Agency                                                              |
| UNEP                | Chương trình Môi trường Liên Hợp Quốc (trụ sở ở Nairobi)                              | United Nations Environment Programme                                                            |
| UNESCO              | Tổ chức Giáo dục, Khoa học và Văn hóa Liên Hợp Quốc (trụ sở chính ở Paris)            | United Nations Educational, Scientific and Cultural Organization                                |
| UNIDO               | Tổ chức Phát triển Công nghiệp Liên Hợp Quốc (trụ sở chính ở Viên)                    | United Nations Industrial Development Organization                                              |
| WFP                 | Chương trình Lương thực Thế giới (trụ sở chính ở Roma)                                | World Food Programme                                                                            |